# Kike wadatsumi no koe Last Friends
Série
Écoutez les grondements de l'océan
(1950)
Pour plus de détails, voir Fiche technique et Distribution.
Kike wadatsumi no koe Last Friends (きけ、わだつみの声 Last Friends) est un film japonais réalisé par Masanobu Deme, sorti en 1995. Il fait suite à Écoutez les grondements de l'océan sorti en 1950.

## Synopsis
En 1995, le jeune Yusuke Tsuruya joue un match de rugby. À la suite d'un placage, il perd connaissance. Lorsqu'il se réveille, il est entouré par trois jeunes hommes qu'il ne connaît pas. Celui-ci lui annonce qu'ils partent pour la guerre.

## Fiche technique
- Titre : Kike wadatsumi no koe Last Friends
- Titre original : きけ、わだつみの声 Last Friends
- Réalisation : Masanobu Deme
- Scénario : Akira Hayasaka d'après Kike wadatsumi no koe, recueil de lettres d'étudiants japonais morts pendant la Seconde Guerre mondiale
- Musique : Gil Goldstein
- Photographie : Kazutami Hara
- Montage : Kiyoaki Saitō
- Production : Yūsuke Okada, Tan Takaiwa, Rioko Tominaga et Yasushi Tsuge
- Société de production : Bandai Visual et Toei Company
- Pays :  Japon
- Genre : Drame et guerre
- Durée : 129 minutes
- Dates de sortie : 
  -  Japon : 3 juin 1995

## Distribution
- Naoto Ogata : Yusuke Tsuruya
- Yūji Oda
- Tōru Kazama
- Mayu Tsuruta : Tsuzaka
- Tōru Nakamura
- Masako Motai : Hashimoto
- Kenzō Kawarasaki
- Ken'ichi Endō : Kondo
- Yūki Tanaka
- Ren Ōsugi

## Distinctions
Le film a été nommé pour sept Japan Academy Prizes.